# South Wonston
South Wonston – wieś i civil parish w Anglii, w Hampshire, w dystrykcie Winchester. W 2011 civil parish liczyła 2811 mieszkańców.